# Цитович, Геннадий Иванович
Генна́дий Ива́нович Цито́вич (бел. Генадзь Іванавіч Цітовіч); (25 июля (7 августа) 1910, Новый Погост — 20 июня 1986, Минск) — советский, белорусский музыковед-фольклорист, музыкальный этнограф и хоровой дирижёр. Народный артист СССР (1968).

## Биография
Геннадий Цитович родился 25 июля (7 августа) 1910 года в деревне Новый Погост (ныне Миорского района, Витебская область, Белоруссия).
Первые уроки искусства и культуры получил от сельского учителя Флора Манцевича.
Окончил Виленскую духовную семинарию. Одновременно несколько лет был участником хора Виленской белорусской гимназии, которым руководил Григорий Ширма.
В 1936—1939 годах учился на природоведческо-математическом факультете в Университете Стефана Батория (ныне Вильнюсский университет), где изучал этнографию. Организовал вокальный квартет, создавал для него обработки народных песен. Позже стал руководителем университетского хора.
По совету профессора Тадеуша Шелиговского стал одновременно и студентом консерватории. В 1939 году окончил Виленскую консерваторию.
В 1939—1941 и 1944—1951 годах — ответственный редактор музыкальных передач областного радиокомитета и консультант Дома народного творчества в Барановичах.
На базе самодеятельного коллектива из с. Большое Подлесье Ляховичского района Барановичской области, с которым работал с конца 1930-х годов, в 1952 году создал народный хор, который в 1959 году был реорганизован в Белорусский государственный ансамбль песни и танца, а в 1964 году — в Государственный народный хор Белорусской ССР, где был художественным руководителем до 1974 года.
В разные годы из числа артистов хора создавал отдельные вокальные группы, исполнявшие народные песни, в том числе — женский вокальный квартет «Купалінка», который впоследствии стал самостоятельным коллективом.

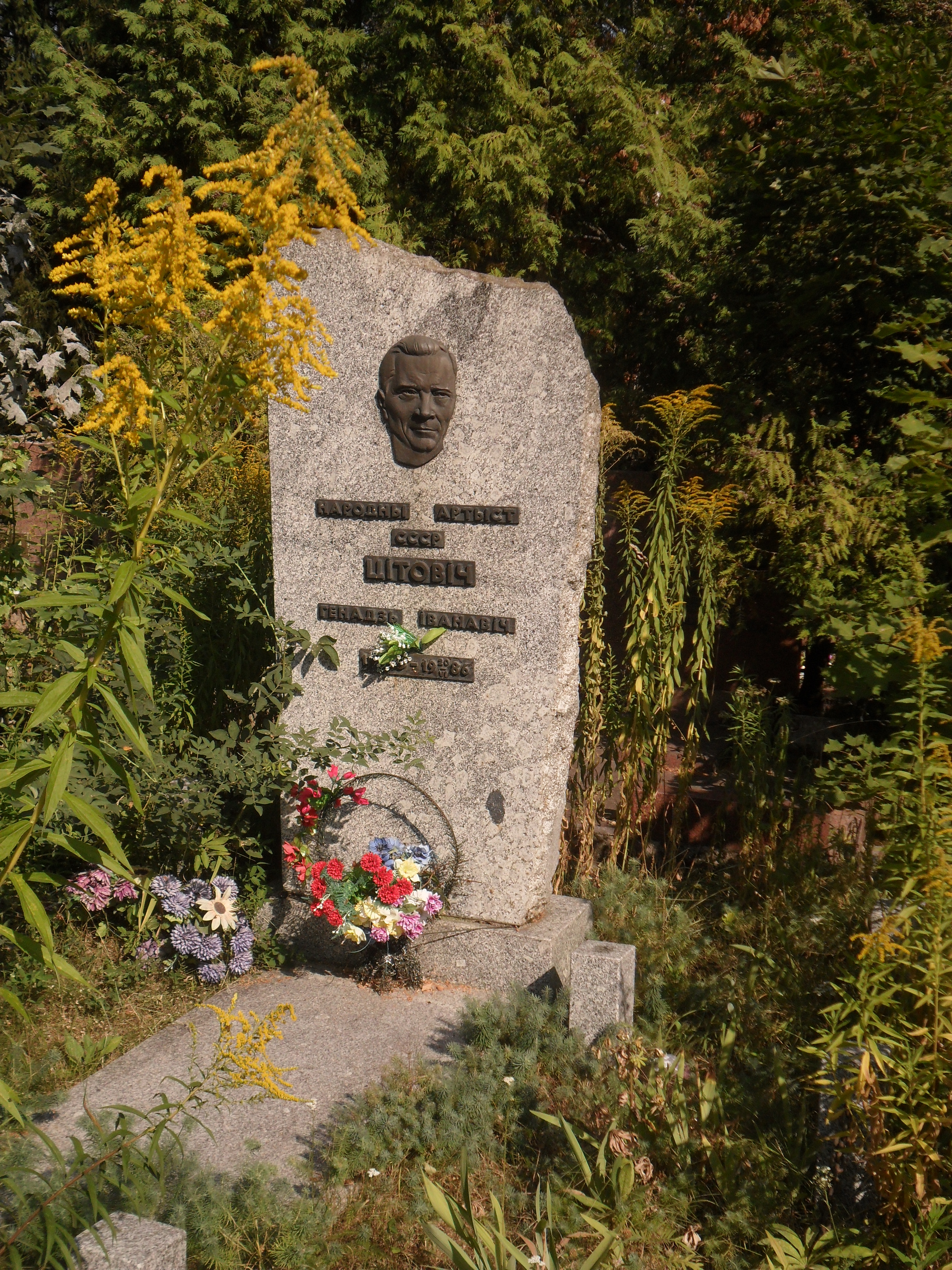
Могила Цитовича на Восточном кладбище Минска

Хор и его группы гастролировали в Польше, Румынии, Венгрии, Канаде, Болгарии, Финляндии, Франции.
В 1974—1975 годах Цитович работал старшим научным сотрудником Института искусствоведения, этнографии и фольклора АН Белорусской ССР.
Осуществил множество фольклорных экспедиций. В своей собирательской деятельности охватил все этнографические районы Белоруссии. Записал более 3 тысяч белорусских (преимущественно), русских, украинских, польских, болгарских, литовских, латышских народных песен, танцев, инструментальных наигрышей. Сделал для хора много концертных обработок собственных записей.
Геннадий Цитович — составитель ряда фольклорных сборников. Теоретические работы посвящены сравнительному исследованию музыкального творчества славянских народов, белорусскому народному многоголосию, народному исполнительству, стилевому анализу современной народной песни, музыкальному быту современной деревни.
Внёс значительный вклад в становление и развитие самодеятельного музыкального искусства Беларуси.
Занимался культурно-просветительной, научно-исследовательской работой: принимал участие в пленумах и съездах Союза композиторов, международных симпозиумах и конференциях по фольклору, руководил семинарами самодеятельных композиторов, консультировал научные работы молодых музыковедов. Активно выступал в периодической печати, много работал на радио, телевидении: создал несколько циклов концертов-очерков под общим названием «Белорусская народная музыка».
Цитович стал первым белорусским музыкантом, удостоенным званием «Заслуженного колхозника». В 1980 году общим собранием колхозников Подлесского колхоза имени Ленина было единогласно принято постановление «О присвоении почетного звания «Заслуженный колхозник» Геннадию Ивановичу Цитовичу за многолетнюю и активную работу в колхозном производстве».
Геннадий Цитович умер 20 июня 1986 года в Минске. Похоронен на Восточном кладбище.

## Награды и звания
- Заслуженный деятель искусств Белорусской ССР
- Народный артист Белорусской ССР (1955)[1]
- Народный артист СССР (19.09.1968)[5]
- Премия Ленинского комсомола Белорусской ССР (1968)
- Государственная премия Белорусской ССР (1978) — за создание «Анталогіі беларускай народнай песні» и книги «О белорусском песенном фольклоре»
- Три ордена Трудового Красного Знамени (в том числе 25.02.1955)
- Орден Дружбы народов
- Медали

## Литературное творчество
- «Белорусские волочебные песни», Вильнюс, 1935;
- «Народная песня в современном быту белорусов», «СМ», 1952, NoNo 7, 11; Белорусская ССР, М., 1957, 1958 (в серии: Музыкальная культура союзных республик, совм. с И. Нисневичем);
- «Анталогія беларускай народнай песні», Мінск, 1968, дополненное 1975;
- «О белорусском песенном фольклоре», [Избранное очерки], Минск, 1976, и др.

### Сборники народных песен
- «Беларускія народныя песні для двух галасoў» (1948)
- «Белорусские волочебные песни». — Вильнюс, 1935
- «Песни счастья» (современные белорусские народные песни, 1950)
- «Песні беларускага народа» (1959)
- «Польскія народныя песні» (1962).

## Память
- Музей имени Г. И. Цитовича ГУО «Новопогостская ясли сад-средняя школа» в деревне Новый Погост Миорского района Витебской области Белоруссии
- Имя Геннадия Цитовича присвоено улице и проезду в Минске[6][7] — («улица Генна́дия Цито́вича», «переулок Генна́дия Цито́вича»)